# Niūronys
Niūronys è un villaggio del distretto di Anykščiai della contea di Utena, nel nord-est della Lituania. Secondo un censimento del 2011, la popolazione ammonta a 67 abitanti.
L’insediamento è conosciuto in patria per aver dato i natali a Jonas Biliūnas e per essere sede del Museo del cavallo (in lituano Arklio muziejus).

## Museo del cavallo
Dal 1978 il villaggio è sede di un museo del cavallo, dove è possibile informarsi e conoscere la secolare storia del rapporto cavallo-uomo, oltre che salire su una carrozza trainata da cavalli. Il museo si trova in una vecchia scuola materna. 
Il museo è stato fondato dal professore Petras Vasinauskas (1906–1995), il quale viaggiò per la Lituania e visitò varie mostre equine. Il museo è fornito di attrezzi agricoli, carrelli, carrozze, imbragature e molti altri oggetti sconosciuti ai turisti di oggi perché utilizzati nel passato.
È inoltre possibile cavalcare in prima persona: sono stati infatti istituiti dei corsi di equitazione.